# Andrachne fruticulosa
Andrachne fruticulosa är en emblikaväxtart som beskrevs av Pierre Edmond Boissier. Andrachne fruticulosa ingår i släktet Andrachne och familjen emblikaväxter. Inga underarter finns listade i Catalogue of Life.